# Giải bóng đá hạng tư quốc gia Cộng hòa Síp 1997–98
Giải bóng đá hạng tư quốc gia Cộng hòa Síp 1997–98 là mùa giải thứ 13 của giải bóng đá hạng tư Cộng hòa Síp. SEK giành danh hiệu đầu tiên.

## Thể thức thi đấu
Có 14 đội tham gia Giải bóng đá hạng tư quốc gia Cộng hòa Síp 1997–98. Tất cả các đội đều thi đấu 2 trận, một trân sân nhà và một trận sân khách. Đội nhiều điểm nhất sẽ lên ngôi vô địch. Ba đội đầu bảng được lên chơi tại Giải bóng đá hạng ba quốc gia Cộng hòa Síp 1998–99 và ba đội cuối bảng xuống chơi ở các giải khu vực.

### Hệ thống điểm
Các đội bóng nhận 3 điểm cho một trận thắng, 1 điểm cho một trận hòa và 0 điểm cho một trận thua.

## Thay đổi so với mùa giải trước
Các đội thăng hạng Giải bóng đá hạng ba quốc gia Cộng hòa Síp 1997–98
- Adonis Idaliou
- Achilleas Ayiou Theraponta
- Enosis Kokkinotrimithia

Các đội xuống hạng từ Giải bóng đá hạng ba quốc gia Cộng hòa Síp 1996–97
- Orfeas Nicosia
- AEK Katholiki1
- Tsaggaris Peledriou2

1AEK Katholiki hợp nhất với Achilleas Ayiou Theraponta thành AEK/Achilleas Ayiou Theraponta; tham gia Giải bóng đá hạng ba quốc gia Cộng hòa Síp 1997–98.

2Tsaggaris Peledriou bỏ giải trước khi khởi tranh Giải bóng đá hạng ba quốc gia Cộng hòa Síp 1996–97; không tham gia Giải bóng đá hạng tư quốc gia Cộng hòa Síp 1997–98.
Các đội thăng hạng từ các giải khu vực
- ATE PEK Ergaton
- Anagennisi Prosfigon Lemesou
- Evagoras Kato Amiandos
- Anorthosi Polemidion
- Salamina Dromolaxias

Các đội xuống hạng các giải khu vực
- Digenis Oroklinis
- Digenis Akritas Ypsona
- AEK Kythreas

## Bảng xếp hạng
| Vị thứ | Đội                          | St. | T. | H. | B. | BT. | BB. | HS. | Đ. | Ghi chú                                                                |
| ------ | ---------------------------- | --- | -- | -- | -- | --- | --- | --- | -- | ---------------------------------------------------------------------- |
| 1      | SEK Agiou Athanasiou         | 26  | 18 | 4  | 4  | 70  | 25  | 45  | 58 | Vô địch-Thăng hạng Giải bóng đá hạng ba quốc gia Cộng hòa Síp 1998–99. |
| 2      | ATE PEK Ergaton              | 26  | 18 | 3  | 5  | 80  | 33  | 47  | 57 | Thăng hạng Giải bóng đá hạng ba quốc gia Cộng hòa Síp 1998–99.         |
| 3      | Doxa Paliometochou           | 26  | 16 | 5  | 5  | 53  | 23  | 30  | 53 | Thăng hạng Giải bóng đá hạng ba quốc gia Cộng hòa Síp 1998–99.         |
| 4      | Vị thứeidonas Giolou         | 26  | 16 | 2  | 8  | 52  | 35  | 17  | 50 |                                                                        |
| 5      | AMEK Kapsalou                | 26  | 15 | 1  | 10 | 44  | 35  | 9   | 46 |                                                                        |
| 6      | MEAP Pera Choriou Nisou      | 26  | 10 | 6  | 10 | 46  | 41  | 5   | 36 |                                                                        |
| 7      | Ellinismos Akakiou           | 26  | 10 | 3  | 13 | 47  | 46  | 1   | 33 |                                                                        |
| 8      | Evagoras Kato Amiandos       | 26  | 9  | 5  | 12 | 34  | 46  | -12 | 32 |                                                                        |
| 9      | Apollon Lympion              | 26  | 9  | 4  | 13 | 40  | 46  | -6  | 31 |                                                                        |
| 10     | Anagennisi Prosfigon Lemesou | 26  | 8  | 7  | 11 | 41  | 49  | -8  | 31 |                                                                        |
| 11     | Orfeas Nicosia               | 26  | 8  | 6  | 12 | 40  | 38  | 2   | 30 |                                                                        |
| 12     | Anorthosi Polemidion         | 26  | 8  | 5  | 13 | 34  | 49  | -15 | 29 | Xuống hạng các giải khu vực.                                           |
| 13     | Salamina Dromolaxias         | 26  | 5  | 2  | 19 | 33  | 80  | -47 | 17 | Xuống hạng các giải khu vực.                                           |
| 14     | Fotiakos Frenarou            | 26  | 3  | 5  | 18 | 20  | 88  | -68 | 14 | Xuống hạng các giải khu vực.                                           |

Hệ thống điểm: Thắng=3 điểm, Hòa=1 điểm, Thua=0 điểm
Quy tắc xếp hạng: 1) Điểm, 2) Hiệu số, 3) Bàn thắng

## Kết quả
| ↓Home / Away→ | AMK | ANG | ANR | APL | ATP  | DXP | ELN | EGR | MPN | ORF | PSD | SLD | SEK | FTK |
| ------------- | --- | --- | --- | --- | ---- | --- | --- | --- | --- | --- | --- | --- | --- | --- |
| AMEK          |     | 2-1 | 1-5 | 4-3 | 2-1  | 1-1 | 1-0 | 1-0 | 3-1 | 0-1 | 0-1 | 3-2 | 0-2 | 6-0 |
| Anagennisi    | 1-0 |     | 0-1 | 3-1 | 1-4  | 1-1 | 3-2 | 1-0 | 2-2 | 1-0 | 3-3 | 5-1 | 2-3 | 2-2 |
| Anorthosi     | 0-1 | 1-1 |     | 1-2 | 1-2  | 0-1 | 2-0 | 2-1 | 0-2 | 1-0 | 2-2 | 5-0 | 0-5 | 5-1 |
| Apollon       | 2-4 | 3-0 | 3-0 |     | 3-4  | 1-4 | 3-4 | 2-0 | 0-0 | 1-1 | 0-4 | 4-2 | 0-1 | 1-0 |
| ATE PEK       | 2-1 | 4-0 | 6-0 | 3-1 |      | 3-1 | 1-2 | 3-0 | 6-2 | 1-1 | 4-1 | 3-1 | 3-1 | 4-2 |
| Doxa          | 2-0 | 2-0 | 4-0 | 2-1 | 1-0  |     | 1-0 | 2-0 | 2-1 | 3-1 | 3-0 | 6-0 | 2-1 | 7-0 |
| Ellinismos    | 3-0 | 2-0 | 1-2 | 1-1 | 5-2  | 2-2 |     | 5-0 | 2-1 | 1-2 | 0-1 | 2-2 | 1-5 | 4-0 |
| Evagoras      | 1-4 | 1-0 | 4-1 | 0-2 | 2-2  | 1-0 | 2-0 |     | 3-1 | 3-3 | 2-0 | 5-1 | 1-1 | 1-0 |
| MEAP          | 1-0 | 6-0 | 1-1 | 3-0 | 1-2  | 2-2 | 1-0 | 5-0 |     | 0-1 | 4-1 | 3-2 | 1-3 | 1-1 |
| Orfeas        | 3-0 | 1-1 | 2-2 | 1-2 | 1-2  | 0-1 | 1-2 | 2-2 | 1-2 |     | 2-1 | 6-1 | 1-2 | 5-0 |
| Vị thứeidonas | 1-3 | 3-4 | 2-0 | 1-0 | 1-0  | 2-0 | 4-1 | 2-0 | 1-0 | 2-0 |     | 4-1 | 1-0 | 4-0 |
| Salamina      | 0-1 | 1-1 | 3-0 | 3-2 | 0-10 | 2-1 | 3-0 | 2-5 | 1-2 | 1-2 | 1-2 |     | 1-5 | 0-1 |
| SEK           | 0-3 | 2-1 | 3-1 | 0-0 | 2-2  | 1-1 | 6-2 | 4-0 | 5-1 | 3-0 | 3-1 | 2-0 |     | 7-0 |
| Fotiakos      | 1-3 | 1-7 | 1-1 | 0-2 | 0-6  | 3-1 | 0-5 | 0-0 | 2-2 | 3-2 | 2-7 | 0-2 | 0-3 |     |